# Giulio Quercini
Giulio Quercini (Siena, 16 dicembre 1941 – Firenze, 3 ottobre 2023) è stato un politico italiano, membro della Camera dei deputati nella X Legislatura.

## Biografia
Ottenne la maturità classica e rivestì diversi ruoli politici all'interno della FGCI e nel PCI. Fu consigliere regionale della Toscana tra le file del PCI dal 1980 al 1987, anno in cui venne eletto alla Camera dei deputati nella circoscrizione Firenze-Pistoia.
Alla Camera nel giugno 1990 fu eletto capogruppo del Gruppo parlamentare comunista che, nel febbraio 1991, cambiò denominazione in Gruppo comunista-PDS. Terminò il mandato parlamentare nel 1992.
Dopo il PDS, confluí nei Democratici di Sinistra, di cui fece parte della direzione regionale toscana.